# Districtul Zemmora
Zemmora este un district din provincia Relizane, Algeria.